# Adoum Younousmi
Adoum Younousmi (* 1962 in Fada) ist ein tschadischer Politiker der Patriotischen Wohlfahrtsbewegung MPS (Mouvement Patriotique de Salut), der im Februar 2007 für einige Tage kommissarischer Premierminister des Tschad war.

## Leben
Younousmi absolvierte nach dem Schulbesuch ein Studium an der Nationalen Ingenieurschule in Bamako und war danach als Ingenieur tätig, ehe er zuletzt zwischen 2000 und 2003 Repräsentant sowie Leiter der Infrastrukturdienste der Agentur für die Sicherheit der Luftnavigation in Afrika und Madagaskar ASECNA (Agence pour la sécurité de la navigation aérienne en Afrique et à Madagascar) war.
Im Juni 2003 wurde er zum Minister für öffentliche Arbeiten und Verkehr (Ministre des Travaux publics et des Transports) in die Regierung von Premierminister Moussa Faki berufen. Unter dessen Nachfolger Pascal Yoadimnadji übernahm er am 7. August 2005 den Posten als Staatsminister (Ministre d’État) sowie Minister für Infrastruktur (Ministre des Infrastructures). Nachdem Premierminister Pascal Yoadimnadji am 23. Februar 2007 im Amt verstorben war, übernahm Younousmi für drei Tage kommissarisch das Amt als Premierminister des Tschad bis zur Ernennung von Delwa Kassiré Koumakoye am 26. Februar 2007. Younousmi selbst blieb in den Regierungen der Premierminister Koumakoye, Youssouf Saleh Abbas sowie Emmanuel Nadingar weiterhin Staatsminister sowie Infrastrukturminister bis August 2011 und fungierte zudem im Mai 2010 als kommissarischer Minister für nationale Verteidigung (Ministre de la Défense Nationale) während der militärischen Operationen der Streitkräfte im Osten des Landes.
Im Mai 2012 übernahm Younousmi zunächst das Amt des Generalsekretärs im Amt von Staatspräsident Idriss Déby, der ihn seit Beginn seiner politischen Laufbahn gefördert und den er insbesondere im Bürgerkrieg während der Rebellenkrise 2008 unterstützt hatte, und wurde anschließend im September 2012 Sonderberater des Präsidenten. Am 14. Februar 2013 wurde er zum Sonderbotschafter im Range eines Ministers für die 25. Versammlung der Afrikanischen Union in N’Djamena ernannt. Am 24. Juli 2013 kehrte er als Minister für Infrastruktur, Verkehr und Zivilluftfahrt (Ministre des Infrastructures, des Transports et de l’Aviation Civile) in die Regierung von Premierminister Djimrangar Dadnadji zurück. Am 31. Dezember 2016 wurde ihm von der Staatsanwaltschaft illegale Bereicherung vorgeworfen.